# Nakagawa (Hokkaidō)
Pour les articles homonymes, voir Nakagawa (homonymie).
Nakagawa (中川町, Nakagawa-chō) est un bourg du district de Nakagawa (Teshio) situé dans la sous-préfecture de Kamikawa, sur l'île de Hokkaidō, au Japon.

## Géographie

### Démographie
Au 31 mars 2015, la population de Nakagawa s'élevait à 1 692 habitants répartis sur une superficie de 594,74 km2.